# Восточный дивизион (Американская лига)
Восточный дивизион Американской лиги — один из шести дивизионов Главной лиги бейсбола, сформированный в результате расширения лиги. В 1969 году количество участников МЛБ выросло с 20 до 24. В Американскую лигу были приняты "Канзас-Сити Роялс" и Сиэтл Пайлотс (в настоящее время "Милуоки Брюэрс"). Новичками Национальной лиги стали "Сан-Диего Падрес" и Монреаль Экспос (в настоящее время "Вашингтон Нэшионалс"). Каждая лига была разделена на два дивизиона по шесть команд: "Восток" и "Запад". Участниками Восточного дивизиона Американской лиги стали: Балтимор Ориолс, Бостон Ред Сокс, Вашингтон Сенаторз, Детройт Тайгерс, Кливленд Индианс и Нью-Йорк Янкис.
Перед сезоном 1972 клуб "Вашингтон Сенаторз" переехал в Техас и продолжил выступление в Западном дивизионе как "Техас Рейнджерс". Для выравнивания количества участников Милуоки Брюэрс  были переведены в Восточный дивизион.
В 1977 году в Американскую лигу были приняты Сиэтл Маринерс и Торонто Блю Джейс. "Блю Джейс" стали новыми участниками Восточного дивизиона.
К сезону 1994 количество команд в каждой лиге выросло до 14 (в 1993 году Национальную лигу пополнили Колорадо Рокиз и Флорида Марлинс). В каждой лиге был добавлен третий дивизион "Центральный", и произведено перераспределение команд.
В результате "Индианс" и "Брюэрс" покинули Восточный дивизион и продолжили свое выступление в созданном Центральном дивизионе.
В сезоне 1998 произошло очередное расширение лиги (были приняты Аризона Даймондбэкс и Тампа-Бэй Рейс), по итогам которого "Рейс" присоединились к Восточному дивизиону, а Детройт Тайгерс были переведены в Центральный дивизион.
Всем действующим членам дивизиона удавалось как минимум дважды выиграть дивизион и, по меньшей мере, однажды поучаствовать в Мировой серии (Тампа-Бэй Рейс - единственный действующий участник дивизиона, не выигрывавший Мировую серию).

Нью-Йорк Янкис - действующий (2019) чемпион и самая успешная команда дивизиона (выиграли 19 титулов и 7 раз получали уайлд-кард). Более того, "Янкис" являются самым успешным из всех клубов МЛБ (по количеству побед в дивизионе, в лиге, в Мировой серии).

## Состав участников

### Текущие
- Балтимор Ориолс - член дивизиона с момента его основания.
- Бостон Ред Сокс - член дивизиона с момента его основания.
- Нью-Йорк Янкис - член дивизиона с момента его основания
- Тампа-Бэй Рейс - член дивизиона с сезона 1998. Клуб добавлен в результате расширения лиги.
- Торонто Блю Джейс- член дивизиона с сезона 1977. Клуб добавлен в результате расширения лиги.

### Прошлые
- Вашингтон Сенаторз - член дивизиона с момента его основания. В сезоне 1972 команда переехала в Техас и продолжила выступление в Западном дивизионе как "Техас Рейнджерс".
- Детройт Тайгерс - член дивизиона с момента его основания. В сезоне 1998 переведен в Центральный дивизион Американской лиги.
- Кливленд Индианс - член дивизиона с момента его основания. В сезоне 1994 переведен в Центральный дивизион Американской лиги.
- Милуоки Брюэрс - член дивизиона с сезона 1972. В сезоне 1994 переведен в Центральный дивизион Американской лиги. В сезоне 1998 переведен в Центральный дивизион Национальной лиги.

## Результаты

### Чемпионы дивизиона
| Сезон | Команда                                                      | Регулярный сезон                                             | Регулярный сезон                                             | Выступление в Плей-офф                                                                                    |                                                              |
| Сезон | Команда                                                      | В — П                                                        | %                                                            | Выступление в Плей-офф                                                                                    |                                                              |
| ----- | ------------------------------------------------------------ | ------------------------------------------------------------ | ------------------------------------------------------------ | --- | ------------------------------------------------------------ |
| 1969  | Балтимор Ориолс                                              | 109 - 53                                                     | .673                                                         | ЧСАЛ: победа (Твинс: 3-0) → Мировая серия: поражение (Метс: 1-4)                                          |                                                              |
| 1970  | Балтимор Ориолс                                              | 108 - 54                                                     | .667                                                         | ЧСАЛ: победа (Твинс: 3-0) → Мировая серия: победа (Редс: 4-1)                                             |                                                              |
| 1971  | Балтимор Ориолс                                              | 101 - 57                                                     | .639                                                         | ЧСАЛ: победа (Атлетикс: 3-0) → Мировая серия: поражение (Пайрэтс: 3-4)                                    |                                                              |
| 1972  | Детройт Тайгерс                                              | 86 - 70                                                      | .551                                                         | ЧСАЛ: поражение (Атлетикс: 2-3)                                                                           |                                                              |
| 1973  | Балтимор Ориолс                                              | 97 - 65                                                      | .599                                                         | ЧСАЛ: поражение (Атлетикс: 2-3)                                                                           |                                                              |
| 1974  | Балтимор Ориолс                                              | 91 - 71                                                      | .562                                                         | ЧСАЛ: поражение (Атлетикс: 1-3)                                                                           |                                                              |
| 1975  | Бостон Ред Сокс                                              | 95 - 65                                                      | .594                                                         | ЧСАЛ: победа (Атлетикс: 3-0) → Мировая серия: поражение (Редс: 3-4)                                       |                                                              |
| 1976  | Нью-Йорк Янкис                                               | 97 - 62                                                      | .610                                                         | ЧСАЛ: победа (Роялс: 3-2) → Мировая серия: поражение (Редс: 3-4)                                          |                                                              |
| 1977  | Нью-Йорк Янкис                                               | 100 - 62                                                     | .617                                                         | ЧСАЛ: победа (Роялс: 3-2) → Мировая серия: победа (Доджерс: 4-2)                                          |                                                              |
| 1978  | Канзас-Сити Роялс                                            | 100 - 63                                                     | .613                                                         | ЧСАЛ: победа (Роялс: 3-1) → Мировая серия: победа (Доджерс: 4-2)                                          |                                                              |
| 1979  | Балтимор Ориолс                                              | 102 - 57                                                     | .642                                                         | ЧСАЛ: победа (Энджелс: 3-1) → Мировая серия: поражение (Пайрэтс: 3-4)                                     |                                                              |
| 1980  | Нью-Йорк Янкис                                               | 103 - 59                                                     | .636                                                         | ЧСАЛ: поражение (Роялс: 0-3)                                                                              |                                                              |
| 1981  | Нью-Йорк Янкис                                               | 59 - 48                                                      | .551                                                         | СДАЛ: победа (Брюэрс: 3-2) → ЧСАЛ: победа (Атлетикс: 3-0) → Мировая серия: поражение (Доджерс: 2-4)       |                                                              |
| 1982  | Милуоки Брюэрс                                               | 95 - 67                                                      | .586                                                         | ЧСАЛ: победа (Энджелс: 3-2) → Мировая серия: поражение (Кардиналс: 3-4)                                   |                                                              |
| 1983  | Балтимор Ориолс                                              | 98 - 64                                                      | .605                                                         | ЧСАЛ: победа (Уайт Сокс: 3-1) → Мировая серия: победа (Филлис: 4-1)                                       |                                                              |
| 1984  | Детройт Тайгерс                                              | 104 - 58                                                     | .642                                                         | ЧСАЛ: победа (Роялс: 3-0) → Мировая серия: победа (Падрес: 4-1)                                           |                                                              |
| 1985  | Торонто Блю Джейс                                            | 99 - 62                                                      | .615                                                         | ЧСАЛ: поражение (Роялс: 3-4)                                                                              |                                                              |
| 1986  | Бостон Ред Сокс                                              | 95 - 66                                                      | .590                                                         | ЧСАЛ: победа (Энджелс: 4-3) → Мировая серия: поражение (Метс: 3-4)                                        |                                                              |
| 1987  | Детройт Тайгерс                                              | 98 - 64                                                      | .605                                                         | ЧСАЛ: поражение (Твинс: 1-4)                                                                              |                                                              |
| 1988  | Бостон Ред Сокс                                              | 89 - 73                                                      | .549                                                         | ЧСАЛ: поражение (Атлетикс: 0-4)                                                                           |                                                              |
| 1989  | Торонто Блю Джейс                                            | 89 - 73                                                      | .549                                                         | ЧСАЛ: поражение (Атлетикс: 1-4)                                                                           |                                                              |
| 1990  | Бостон Ред Сокс                                              | 88 - 74                                                      | .543                                                         | ЧСАЛ: поражение (Атлетикс: 0-4)                                                                           |                                                              |
| 1991  | Торонто Блю Джейс                                            | 91 - 71                                                      | .562                                                         | ЧСАЛ: поражение (Твинс: 1-4)                                                                              |                                                              |
| 1992  | Торонто Блю Джейс                                            | 96 - 66                                                      | .593                                                         | ЧСАЛ: победа (Атлетикс: 4-2) → Мировая серия: победа (Брэйвз: 4-2)                                        |                                                              |
| 1993  | Торонто Блю Джейс                                            | 95 - 67                                                      | .586                                                         | ЧСАЛ: победа (Уайт Сокс: 4-2) → Мировая серия: победа (Филлис: 4-2)                                       |                                                              |
| 1994  | Сезон прерван (забастовка игроков). Результаты аннулированы. | Сезон прерван (забастовка игроков). Результаты аннулированы. | Сезон прерван (забастовка игроков). Результаты аннулированы. | Сезон прерван (забастовка игроков). Результаты аннулированы.                                              | Сезон прерван (забастовка игроков). Результаты аннулированы. |
| 1995  | Бостон Ред Сокс                                              | 86 - 58                                                      | .597                                                         | СДАЛ: поражение (Индианс: 0-3)                                                                            |                                                              |
| 1996  | Нью-Йорк Янкис                                               | 92 - 70                                                      | .568                                                         | СДАЛ: победа (Рейнджерс: 3-1) → ЧСАЛ: победа (Ориолс: 4-1) → Мировая серия: победа (Брэйвз: 4-2)          |                                                              |
| 1997  | Балтимор Ориолс                                              | 98 - 64                                                      | .605                                                         | СДАЛ: победа (Маринерс: 3-1) → ЧСАЛ: поражение (Индианс: 2-4)                                             |                                                              |
| 1998  | Нью-Йорк Янкис                                               | 114 - 48                                                     | .704                                                         | СДАЛ: победа (Рейнджерс: 3-0) → ЧСАЛ: победа (Индианс: 4-2) → Мировая серия: победа (Падрес: 4-0)         |                                                              |
| 1999  | Нью-Йорк Янкис                                               | 98 - 64                                                      | .605                                                         | СДАЛ: победа (Рейнджерс: 3-0) → ЧСАЛ: победа (Ред Сокс: 4-1) → Мировая серия: победа (Брэйвз: 4-0)        |                                                              |
| 2000  | Нью-Йорк Янкис                                               | 87 - 74                                                      | .540                                                         | СДАЛ: победа (Атлетикс: 3-2) → ЧСАЛ: победа (Маринерс: 4-2) → Мировая серия: победа (Метс: 4-1)           |                                                              |
| 2001  | Нью-Йорк Янкис                                               | 95 - 65                                                      | .594                                                         | СДАЛ: победа (Атлетикс: 3-2) → ЧСАЛ: победа (Маринерс: 4-1) → Мировая серия: поражение (Даймондбэкс: 3-4) |                                                              |
| 2002  | Нью-Йорк Янкис                                               | 103 - 58                                                     | .640                                                         | СДАЛ: поражение (Энджелс: 1-3)                                                                            |                                                              |
| 2003  | Нью-Йорк Янкис                                               | 101 - 61                                                     | .623                                                         | СДАЛ: победа (Твинс: 3-1) → ЧСАЛ: победа (Ред Сокс: 4-3) → Мировая серия: поражение (Марлинс: 2-4)        |                                                              |
| 2004  | Нью-Йорк Янкис                                               | 101 - 61                                                     | .623                                                         | СДАЛ: победа (Твинс: 3-1) → ЧСАЛ: поражение (Ред Сокс: 3-4)                                               |                                                              |
| 2005  | Нью-Йорк Янкис                                               | 95 - 67                                                      | .586                                                         | СДАЛ: поражение (Энджелс: 2-3)                                                                            |                                                              |
| 2006  | Нью-Йорк Янкис                                               | 97 - 65                                                      | .599                                                         | СДАЛ: поражение (Тайгерс: 1-3)                                                                            |                                                              |
| 2007  | Бостон Ред Сокс                                              | 96 - 66                                                      | .593                                                         | СДАЛ: победа (Энджелс: 3-0) → ЧСАЛ: победа (Индианс: 4-3) → Мировая серия: победа (Рокиз: 4-0)            |                                                              |
| 2008  | Тампа-Бэй Рейс                                               | 97 - 65                                                      | .599                                                         | СДАЛ: победа (Уайт Сокс: 3-1) → ЧСАЛ: победа (Ред Сокс: 4-3) → Мировая серия: поражение (Филлис: 1-4)     |                                                              |
| 2009  | Нью-Йорк Янкис                                               | 103 - 59                                                     | .636                                                         | СДАЛ: победа (Твинс: 3-0) → ЧСАЛ: победа (Энджелс: 4-2) → Мировая серия: победа (Филлис: 4-2)             |                                                              |
| 2010  | Тампа-Бэй Рейс                                               | 96 - 66                                                      | .593                                                         | СДАЛ: поражение (Рейнджерс: 2-3)                                                                          |                                                              |
| 2011  | Нью-Йорк Янкис                                               | 97 - 65                                                      | .599                                                         | СДАЛ: поражение (Тайгерс: 2-3)                                                                            |                                                              |
| 2012  | Нью-Йорк Янкис                                               | 95 - 67                                                      | .586                                                         | СДАЛ: победа (Ориолс: 3-2) → ЧСАЛ: поражение (Тайгерс: 0-4)                                               |                                                              |
| 2013  | Бостон Ред Сокс                                              | 97 - 65                                                      | .599                                                         | СДАЛ: победа (Рейс: 3-1) → ЧСАЛ: победа (Тайгерс: 4-2) → Мировая серия: победа (Кардиналс: 4-2)           |                                                              |
| 2014  | Балтимор Ориолс                                              | 96 - 66                                                      | .593                                                         | СДАЛ: победа (Тайгерс: 3-0) → ЧСАЛ: поражение (Роялс: 0-4)                                                |                                                              |
| 2015  | Торонто Блю Джейс                                            | 93 - 69                                                      | .574                                                         | СДАЛ: победа (Рейнджерс: 3-2) → ЧСАЛ: поражение (Роялс: 2-4)                                              |                                                              |
| 2016  | Бостон Ред Сокс                                              | 93 - 69                                                      | .574                                                         | СДАЛ: поражение (Индианс: 0-3)                                                                            |                                                              |
| 2017  | Бостон Ред Сокс                                              | 93 - 69                                                      | .574                                                         | СДАЛ: поражение (Астрос: 1-3)                                                                             |                                                              |
| 2018  | Бостон Ред Сокс                                              | 108 - 54                                                     | .667                                                         | СДАЛ: победа (Янкис: 3-1) → ЧСАЛ: победа (Астрос: 4-1) → Мировая серия: победа (Доджерс: 4-1)             |                                                              |
| 2019  | Нью-Йорк Янкис                                               | 103 - 59                                                     | .636                                                         | СДАЛ: победа (Твинс: 3-0) → ЧСАЛ: поражение (Астрос: 2-4)                                                 |                                                              |

### Обладатели уайлд-кард
Первоначально уайлд-кард получала одна команда - лучшая из команд лиги, не являющихся чемпионом дивизиона. Место уайлд-кард позволяло напрямую принять участие в Серии дивизионов. Начиная с сезона 2012, две команды в каждой лиге получают уайлд-кард. Право участия в Серии дивизионов разыгрывается в дополнительном раунде уайлд-кард (1 игра). В  сезоне 2016 оба места уайлд-кард в Американской лиге достались представителям Восточного дивизиона.
| Сезон | Команда           | Регулярный сезон | Регулярный сезон | Выступление в Плей-офф                                                                           |
| Сезон | Команда           | В — П            | %                | Выступление в Плей-офф                                                                           |
| ----- | ----------------- | ---------------- | ---------------- | ------------------------------------------------------------------------------------------------ |
| 1995  | Нью-Йорк Янкис    | 79 - 65          | .549             | СДАЛ: поражение (Маринерс: 2-3)                                                                  |
| 1996  | Балтимор Ориолс   | 88 - 74          | .543             | СДАЛ: победа (Индианс: 3-1) → ЧСАЛ: поражение (Янкис: 1-4)                                       |
| 1997  | Нью-Йорк Янкис    | 96 - 66          | .593             | СДАЛ: поражение (Индианс: 2-3)                                                                   |
| 1998  | Бостон Ред Сокс   | 92 - 70          | .568             | СДАЛ: поражение (Индианс: 1-3)                                                                   |
| 1999  | Бостон Ред Сокс   | 94 - 68          | .580             | СДАЛ: победа (Индианс: 3-2) → ЧСАЛ: поражение (Янкис: 1-4)                                       |
| 2003  | Бостон Ред Сокс   | 95 - 67          | .586             | СДАЛ: победа (Атлетикс: 3-2) → ЧСАЛ: поражение (Янкис: 3-4)                                      |
| 2004  | Бостон Ред Сокс   | 98 - 64          | .605             | СДАЛ: победа (Энджелс: 3-0) → ЧСАЛ: победа (Янкис: 4-3) → Мировая серия: победа (Кардиналс: 4-0) |
| 2005  | Бостон Ред Сокс   | 95 - 67          | .586             | СДАЛ: поражение (Уайт Сокс: 0-3)                                                                 |
| 2007  | Нью-Йорк Янкис    | 94 - 68          | .580             | СДАЛ: поражение (Индианс: 1-3)                                                                   |
| 2008  | Бостон Ред Сокс   | 95 - 67          | .586             | СДАЛ: победа (Энджелс: 3-1) → ЧСАЛ: поражение (Рейс: 3-4)                                        |
| 2009  | Бостон Ред Сокс   | 95 - 67          | .586             | СДАЛ: поражение (Энджелс: 0-3)                                                                   |
| 2010  | Нью-Йорк Янкис    | 95 - 67          | .586             | СДАЛ: победа (Твинс: 3-0) → ЧСАЛ: поражение (Рейнджерс: 2-4)                                     |
| 2011  | Тампа-Бэй Рейс    | 91 - 71          | .562             | СДАЛ: поражение (Рейнджерс: 1-3)                                                                 |
| 2012  | Балтимор Ориолс   | 93 - 69          | .574             | СДАЛ: поражение (Янкис: 2-3)                                                                     |
| 2013  | Тампа-Бэй Рейс    | 92 - 71          | .564             | СДАЛ: поражение (Ред Сокс: 0-3)                                                                  |
| 2015  | Нью-Йорк Янкис    | 87 - 75          | .537             | Раунд уайлд-кард: поражение (Астрос)                                                             |
| 2016  | Торонто Блю Джейс | 89 - 73          | .549             | СДАЛ: победа (Рейнджерс: 3-0) → ЧСАЛ: поражение (Индианс: 1-4)                                   |
| 2016  | Балтимор Ориолс   | 89 - 73          | .549             | Раунд уайлд-кард: поражение (Блю Джейс)                                                          |
| 2017  | Нью-Йорк Янкис    | 91 - 71          | .562             | СДАЛ: победа (Индианс: 3-2) → ЧСАЛ: поражение (Астрос: 3-4)                                      |
| 2018  | Нью-Йорк Янкис    | 100 - 62         | .617             | СДАЛ: поражение (Ред Сокс: 1-3)                                                                  |
| 2019  | Тампа-Бэй Рейс    | 96 - 66          | .593             | СДАЛ: поражение (Астрос: 2-3)                                                                    |

### Сводная статистика
| Команда           | Чемпион дивизиона | Чемпион дивизиона                                                                                                | Обладатель уайлд-кард | Обладатель уайлд-кард                    |
| Команда           | Титулы            | Сезоны | Титулы                | Сезоны                                   |
| ----------------- | ----------------- | --- | --------------------- | ---------------------------------------- |
| Нью-Йорк Янкис    | 19                | 1976, 1977, 1978, 1980, 1981, 1996, 1998, 1999, 2000, 2001, 2002, 2003, 2004, 2005, 2006, 2009, 2011, 2012, 2019 | 7                     | 1995, 1997, 2007, 2010, 2015, 2017, 2018 |
| Бостон Ред Сокс   | 10                | 1975, 1986, 1988, 1990, 1995, 2007, 2013, 2016, 2017, 2018                                                       | 7                     | 1998, 1999, 2003, 2004, 2005, 2008, 2009 |
| Балтимор Ориолс   | 9                 | 1969, 1970, 1971, 1973, 1974, 1979, 1983, 1997, 2014                                                             | 3                     | 1996, 2012, 2016                         |
| Торонто Блю Джейс | 6                 | 1985, 1989, 1991, 1992 1993, 2015                                                                                | 1                     | 2016                                     |
| Детройт Тайгерс   | 3                 | 1972, 1984, 1987                                                                                                 | 0                     | –                                        |
| Тампа-Бэй Рейс    | 2                 | 2008, 2010 | 3                     | 2011, 2013, 2019                         |
| Милуоки Брюэрс    | 1                 | 1982 | 0                     | –                                        |
| Кливленд Индианс  | 0                 | – | 0                     | –                                        |
| ВСЕГО:            | 50                | | 21                    |                                          |

## Достижения в плей-офф
| Команда           | Чемпион Американской лиги | Чемпион Американской лиги                                        | Победы в Мировой серии | Победы в Мировой серии                   |
| Команда           | Титулы                    | Сезоны                                                           | Титулы                 | Сезоны                                   |
| ----------------- | ------------------------- | ---------------------------------------------------------------- | ---------------------- | ---------------------------------------- |
| Нью-Йорк Янкис    | 11                        | 1976, 1977, 1978, 1981, 1996, 1998, 1999, 2000, 2001, 2003, 2009 | 7                      | 1977, 1978, 1996, 1998, 1999, 2000, 2009 |
| Бостон Ред Сокс   | 6                         | 1975, 1986, 2004, 2007, 2013, 2018                               | 4                      | 2004, 2007, 2013, 2018                   |
| Балтимор Ориолс   | 5                         | 1969, 1970, 1971, 1979, 1983                                     | 2                      | 1970, 1983                               |
| Торонто Блю Джейс | 2                         | 1992, 1993                                                       | 2                      | 1992, 1993                               |
| Детройт Тайгерс   | 1                         | 1984                                                             | 1                      | 1984                                     |
| Тампа-Бэй Рейс    | 1                         | 2008                                                             | 0                      | –                                        |
| Милуоки Брюэрс    | 1                         | 1982                                                             | 0                      | –                                        |
| Кливленд Индианс  | 0                         | –                                                                | 0                      | –                                        |
| ВСЕГО:            | 27                        |                                                                  | 16                     |                                          |